# Авангард (стадион, Макеевка)
Стадион «Авангард» — стадион в городе Макеевка Донецкой области. Был домашней ареной клуба «Макеевуголь».

## История
Стадион «Авангард» в Макеевке был построен в XX веке, принадлежал Ясиновский коксохимический завод. В сезоне 1996/97 годов свои первые три домашние поединки на нем сыграл донецкий «Металлург». В среднем на поединках Высшей лиги присутствовали 6667 зрителей. Кроме этого, 18 марта 2000 на нем был сыгран матч «Шахтер» (Донецк) — «Металлург» (Донецк), а 17 марта 2001 года — «Металлург» (Донецк) — «Нива» (Тернополь), который посетили 3000 болельщиков.
В 2013 году стадион был реконструирован.